# Bastrop (Texas)
Bastrop é uma cidade localizada no estado norte-americano de Texas, no Condado de Bastrop.

## Demografia
Segundo o censo norte-americano de 2000, a sua população era de 5340 habitantes. 
Em 2006, foi estimada uma população de 7591, um aumento de 2251 (42.2%).

## Geografia
De acordo com o United States Census Bureau tem uma área de 
18,9 km², dos quais 18,8 km² cobertos por terra e 0,1 km² cobertos por água. Bastrop localiza-se a aproximadamente 112 m acima do nível do mar.

## Localidades na vizinhança
O diagrama seguinte representa as localidades num raio de 28 km ao redor de Bastrop. 